# Aquarium du palais de la Porte-Dorée
Koordinaten: 48° 50′ 7″ N, 2° 24′ 34″ O

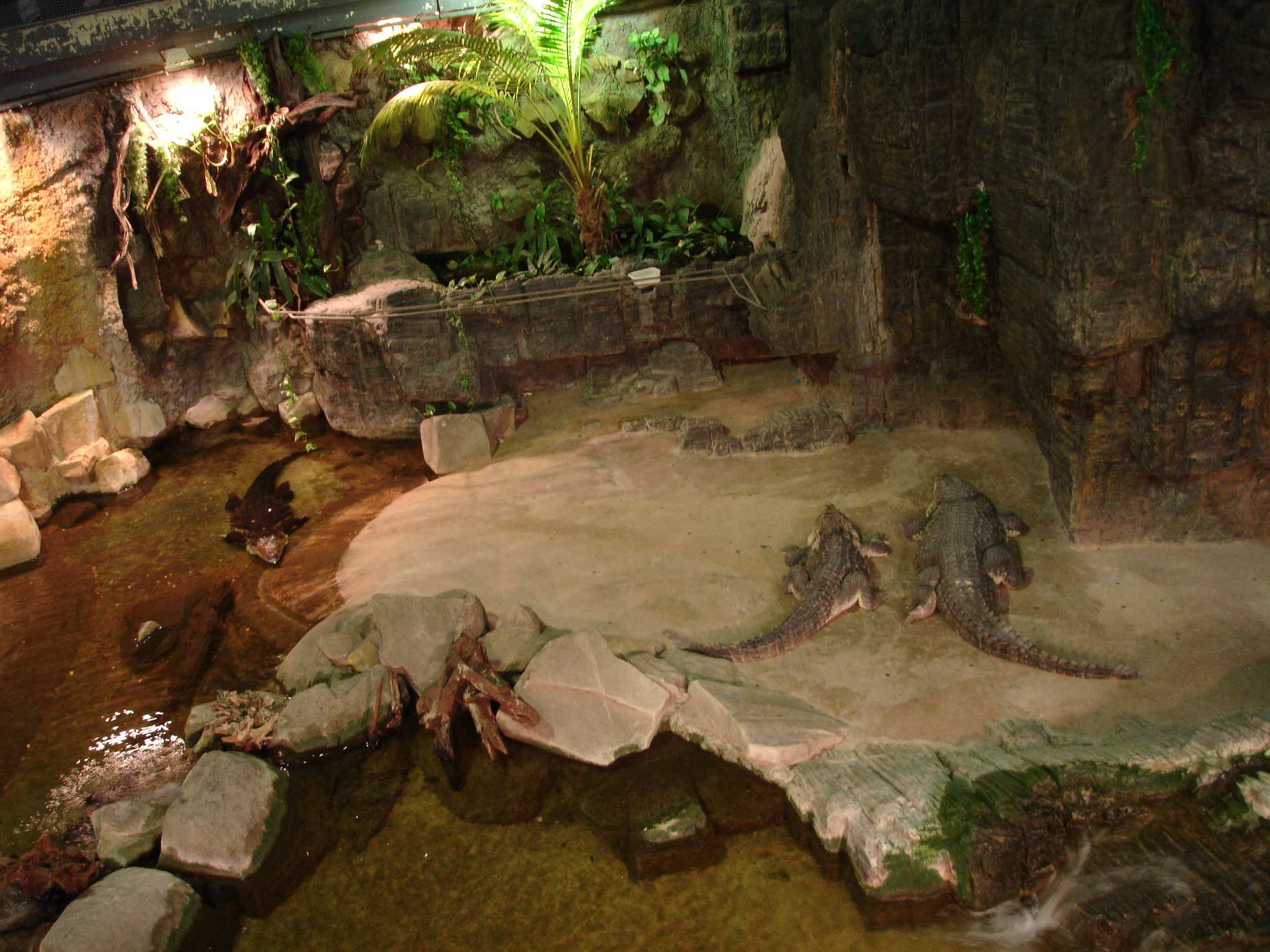
Blick in die Krokodilhalle

Das Aquarium du palais de la Porte-Dorée ist ein tropisches Aquarium im Palais de la Porte Dorée im 12. Pariser Arrondissement.

## Geschichte
Das Tropenaquarium wurde im Jahr 1931 anlässlich der Pariser Kolonialausstellung im Palais de la Porte Dorée eingerichtet. Es sollte den Besuchern auf nachhaltige Weise die Vielfalt der Wasserfauna der damaligen französischen Kolonien zeigen. Wissenschaftliche Ziele wurden unter der Schirmherrschaft des Nationalen Naturkundemuseums angestrebt. Das Aquarium bestand aus einem Meerwasseraquarium, einem Süßwasseraquarium, einem Terrarium für Reptilien sowie einer Galerie, in der die industrielle Ausbeutung bestimmter Arten, beispielsweise Schildkrötenschuppen, Krokodilhäute, Korallen und ähnliches gezeigt wurde. Während des Zweiten Weltkriegs durchlebte das Aquarium schwierige Zeiten, die sich in begrenzter Verfügbarkeit von Personal, Stromausfällen, Wasserheizungsausfällen, mangelnder Wartung der Anlagen sowie Nahrungsmittelknappheit für die Tiere ausdrückten.
Bis 1984 war die Zukunft des Aquariums ungewiss und selbst eine komplette Schließung schien möglich. Es wurde jedoch entschieden, eine Renovierung des Aquariums vorzunehmen. Die Schwerpunkte richteten sich zunächst auf die Verbesserung der Lebensbedingungen der Tiere, ohne den aus dem Jahr 1931 stammenden historischen Charakter des Gebäudes nachhaltig zu verändern. Zur Verbesserung der Wasserqualität wurden neue Filter installiert.

## Tierbestand und Anlagenkonzept
Im Aquarium werden etwa 15.000 Tiere in 750 Arten gezeigt. Diese Zahlen variieren jedoch aufgrund von Reproduktionen, Sterblichkeit, Handel mit anderen Aquarien sowie durch Zukäufe und Spenden kontinuierlich. Die Tiere sind nach Arten, Art des Biotops oder morphologischen Merkmalen in Themengruppen unterteilt. Nach einer Modernisierung waren ab dem Jahr 2018 insgesamt 84 Schaubecken besetzt, die den Besuchern die Vielfalt tropischer Meeres- und Süßwasserarten darstellen sollen. Krokodile werden in einer offenen Halle gezeigt. Nachfolgende Bilder zeigen einige ausgewählte Tierarten.

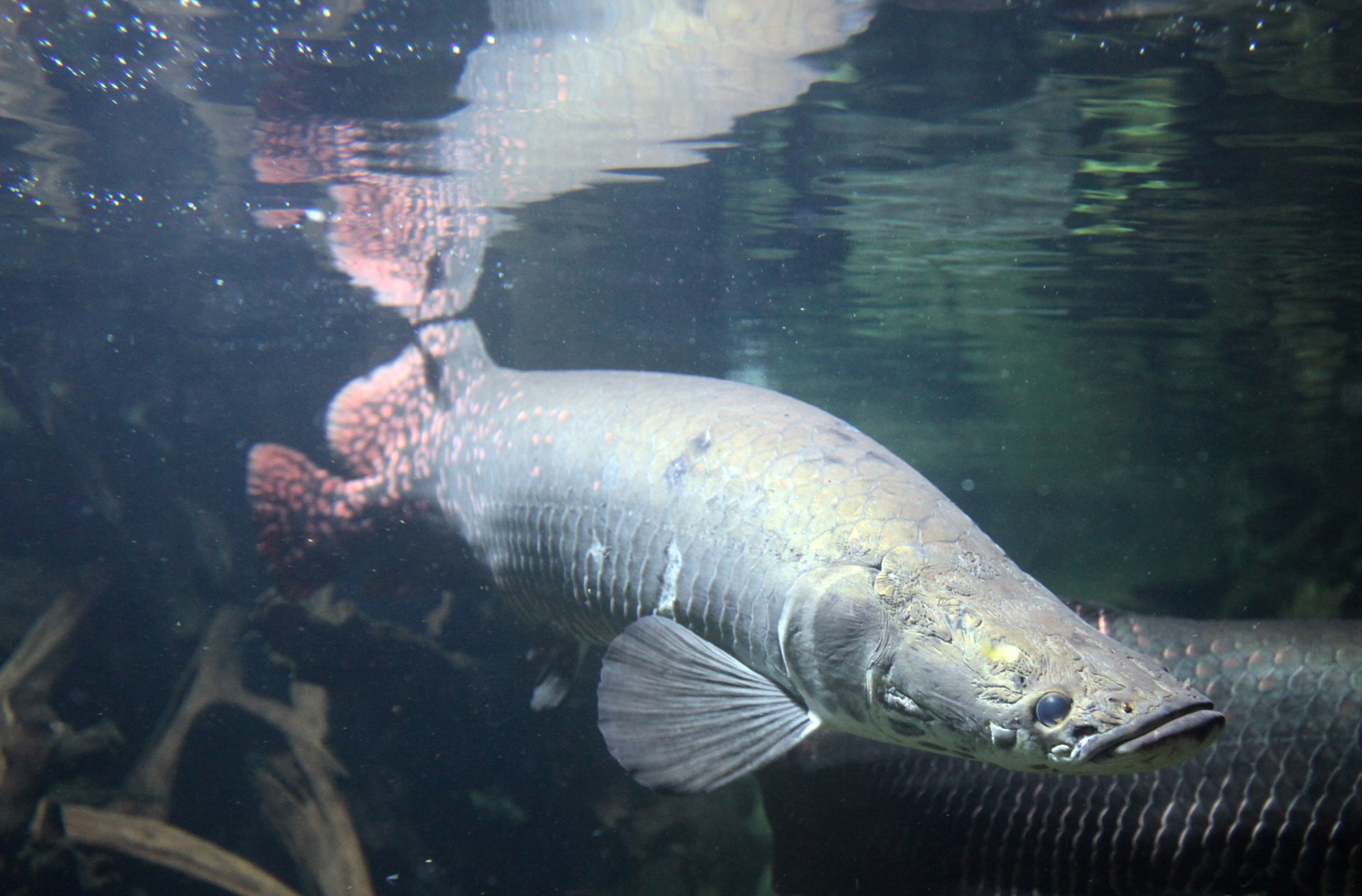
Arapaima gigas
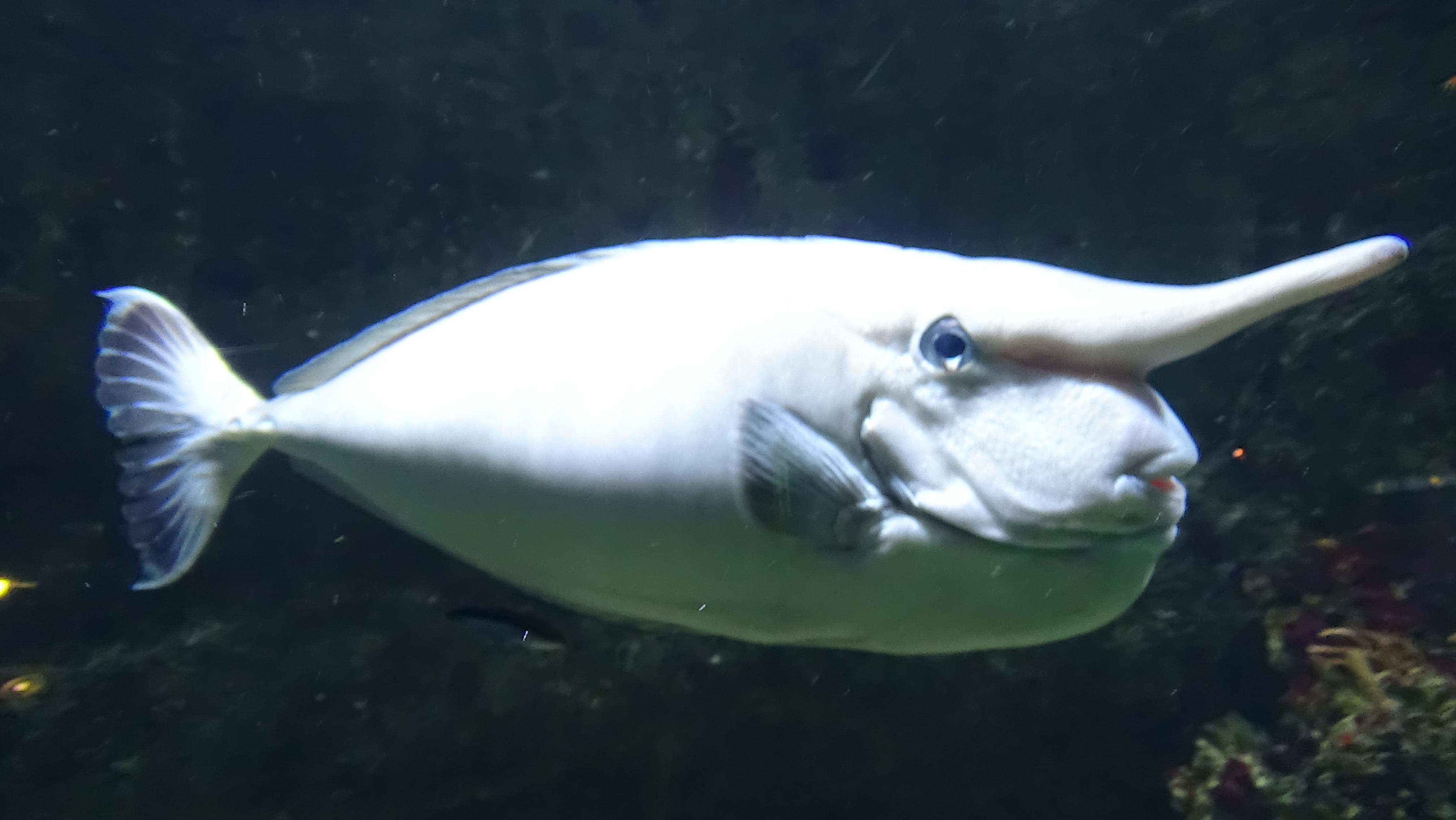
Weißband-Nashornfisch
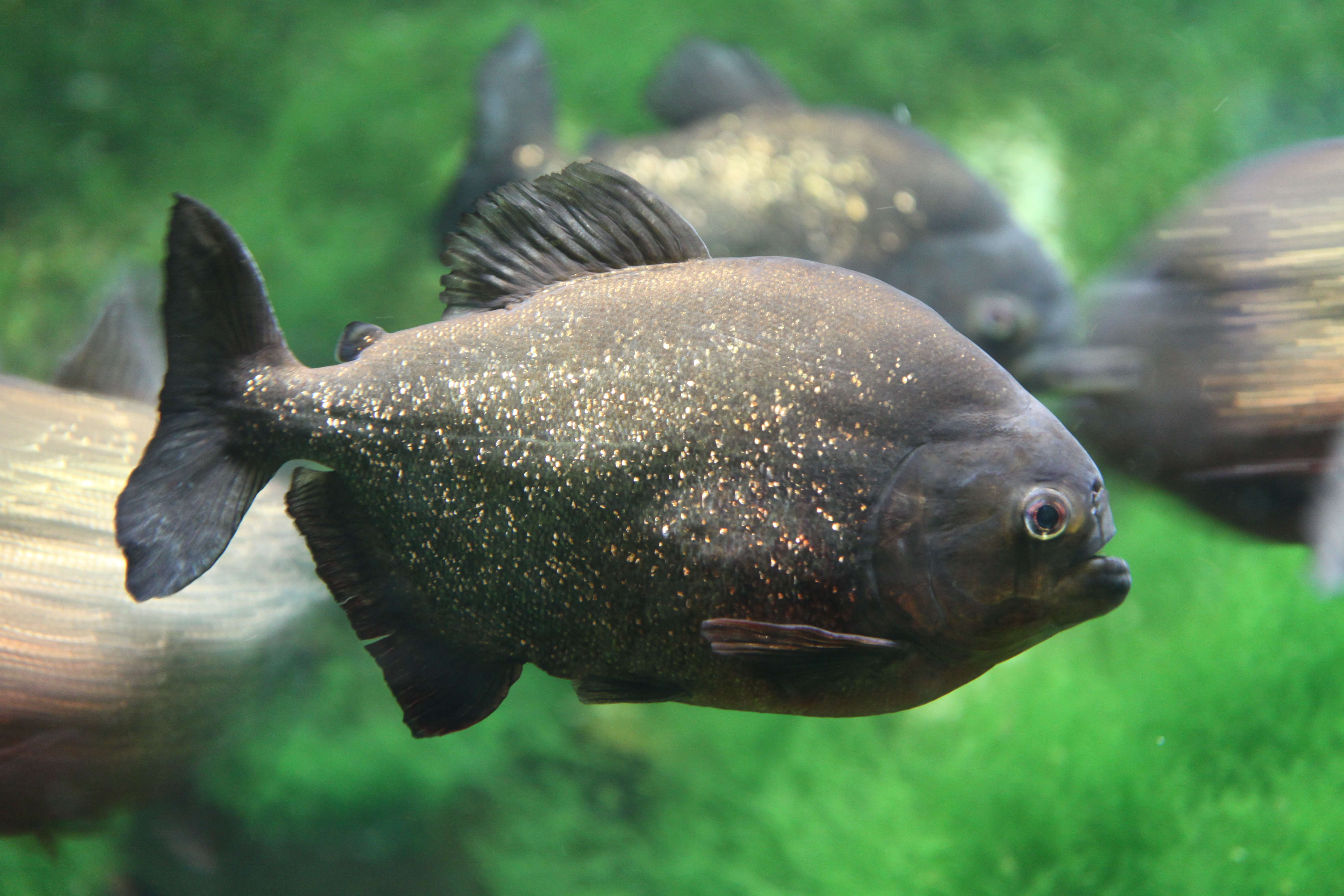
Roter Piranha
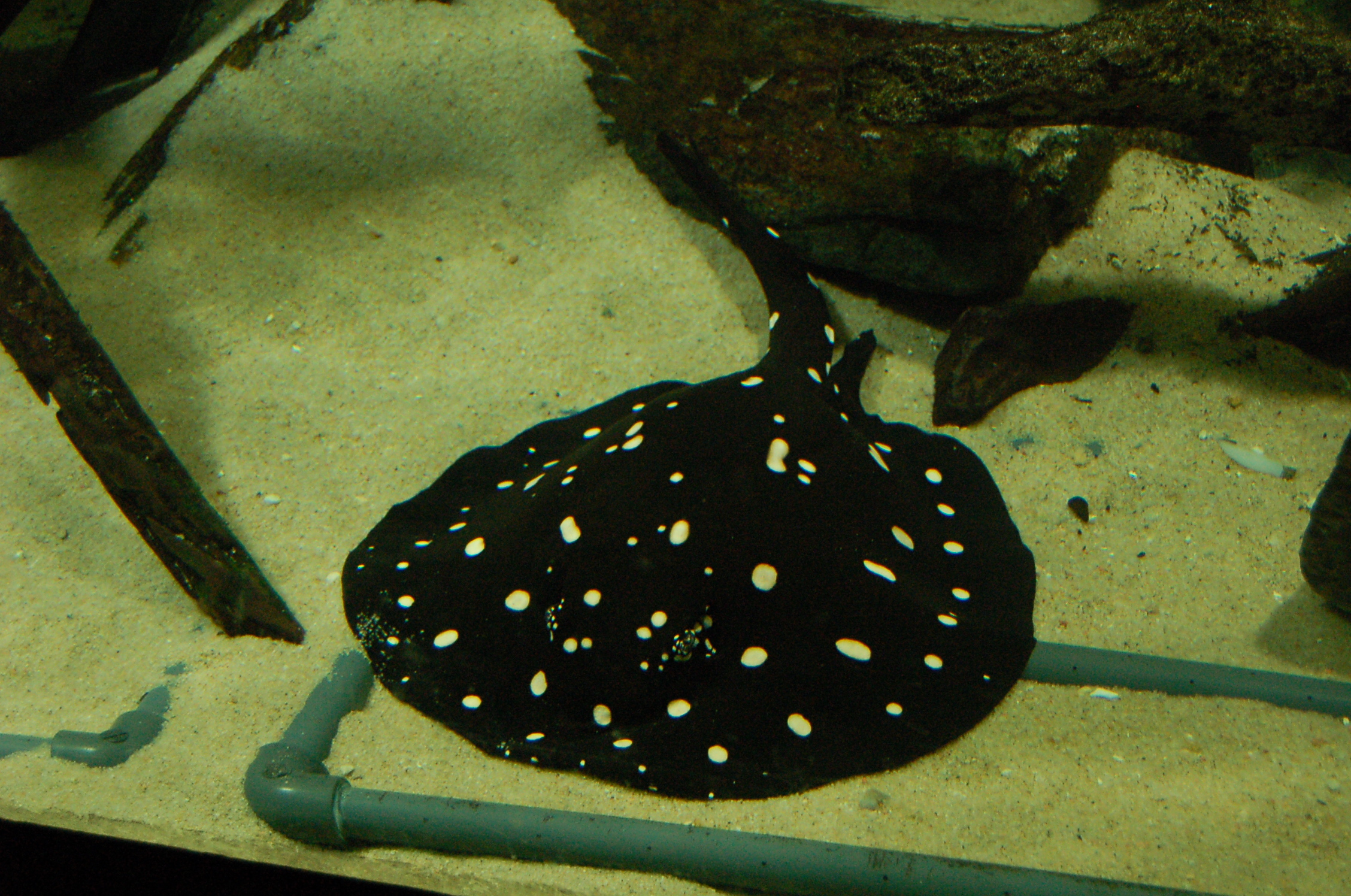
Potamotrygon leopoldi (Süßwasserstechrochen)
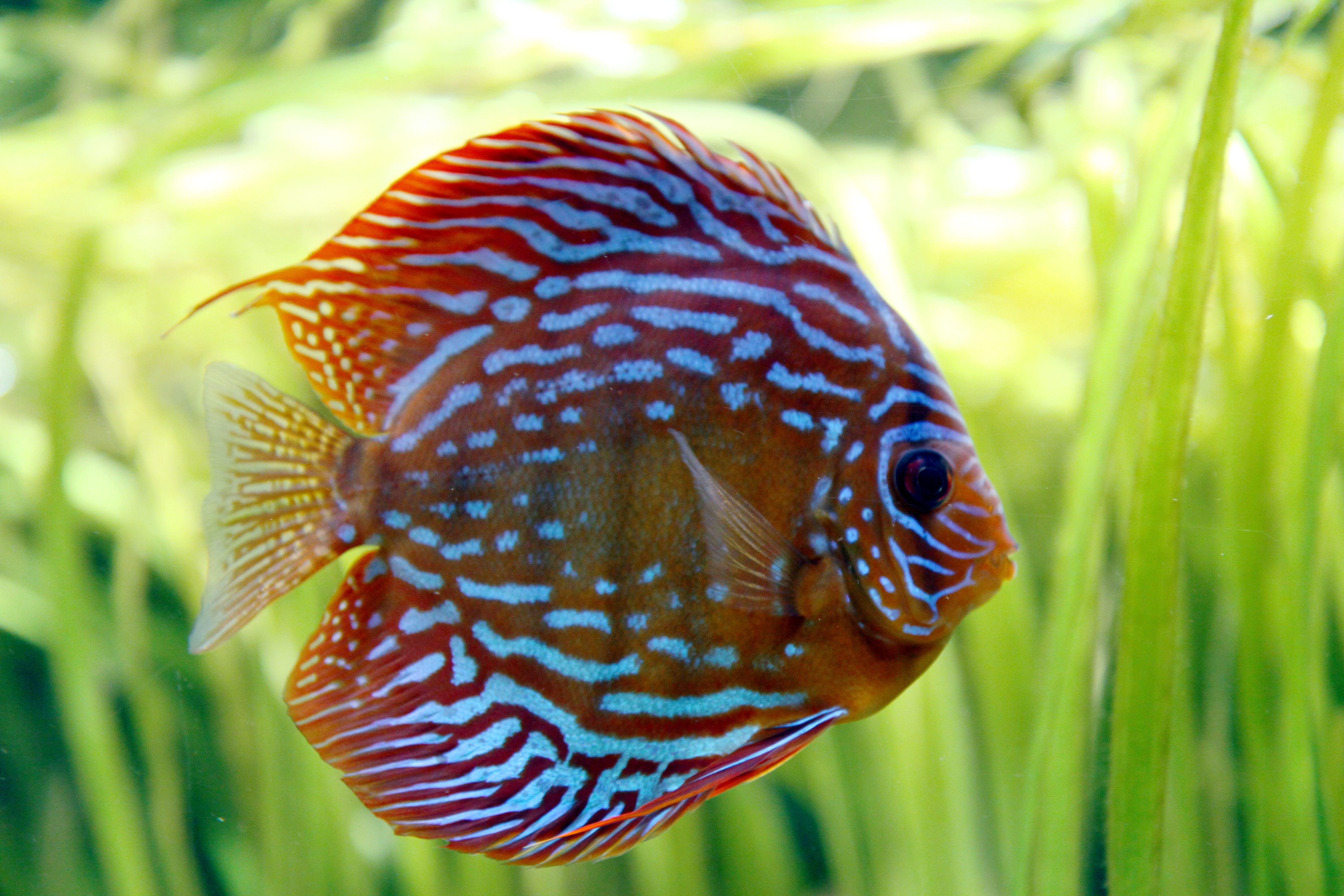
Symphysodon aequifasciatus (Diskusbuntbarsch)
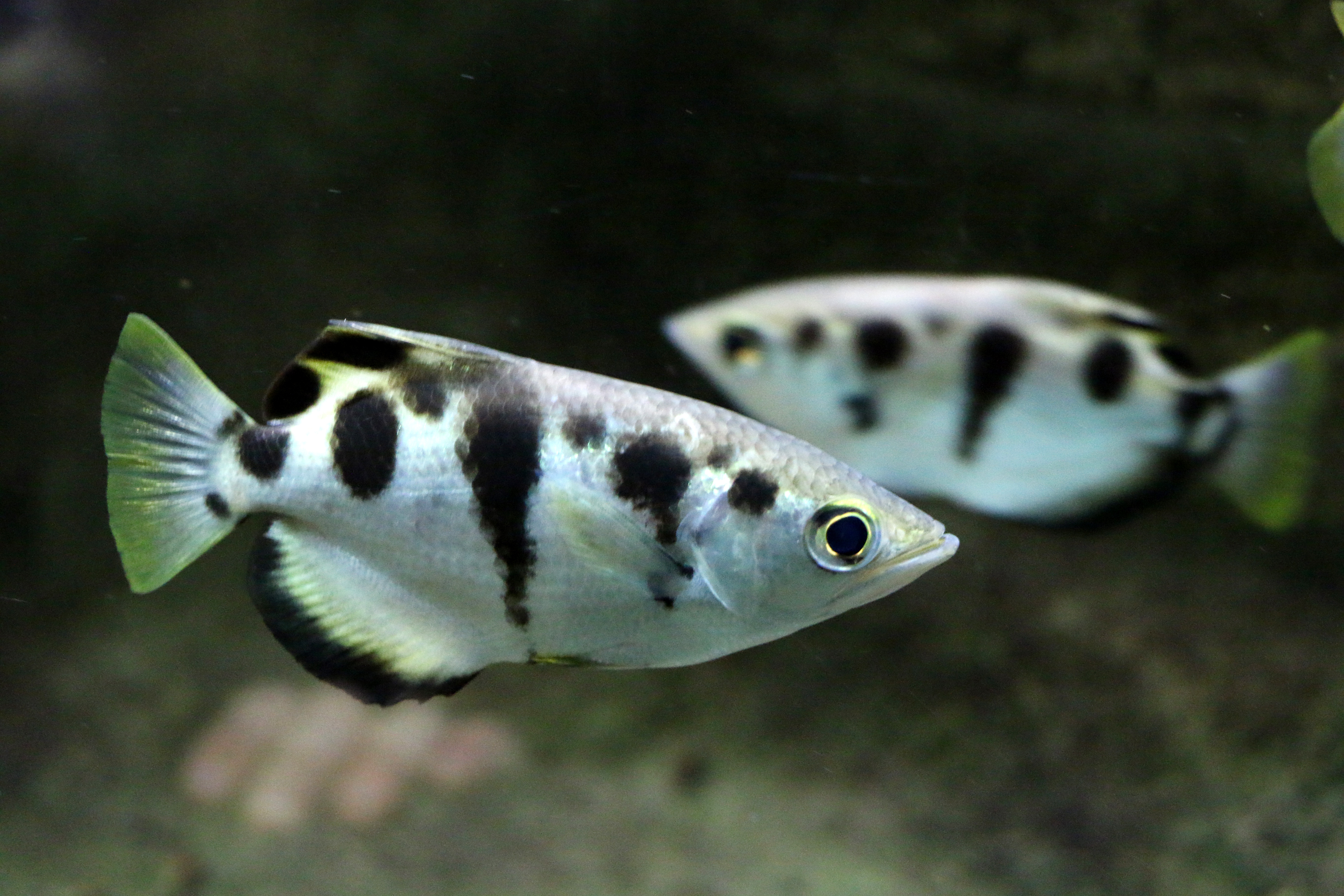
Schützenfische
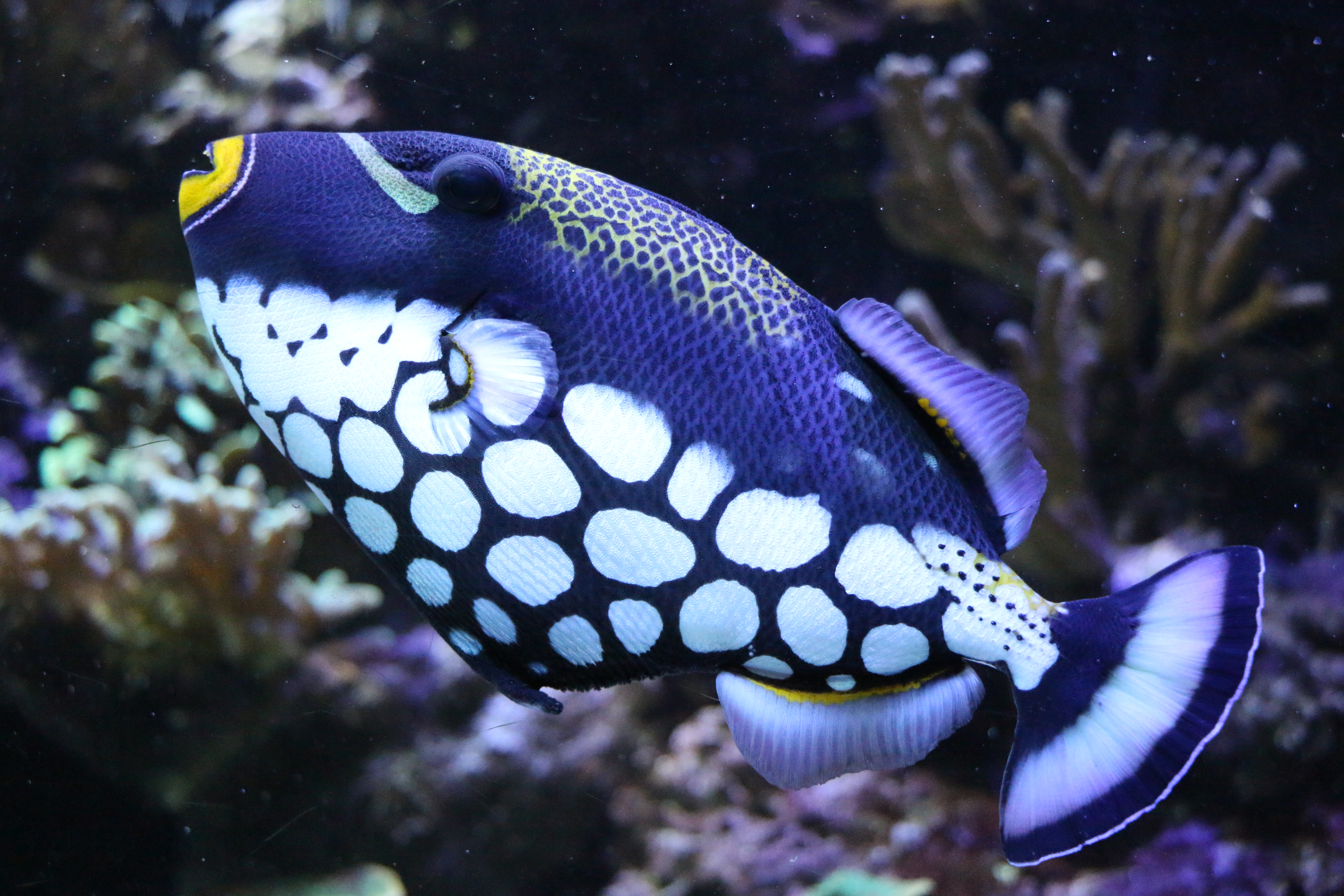
Leopard-Drückerfisch
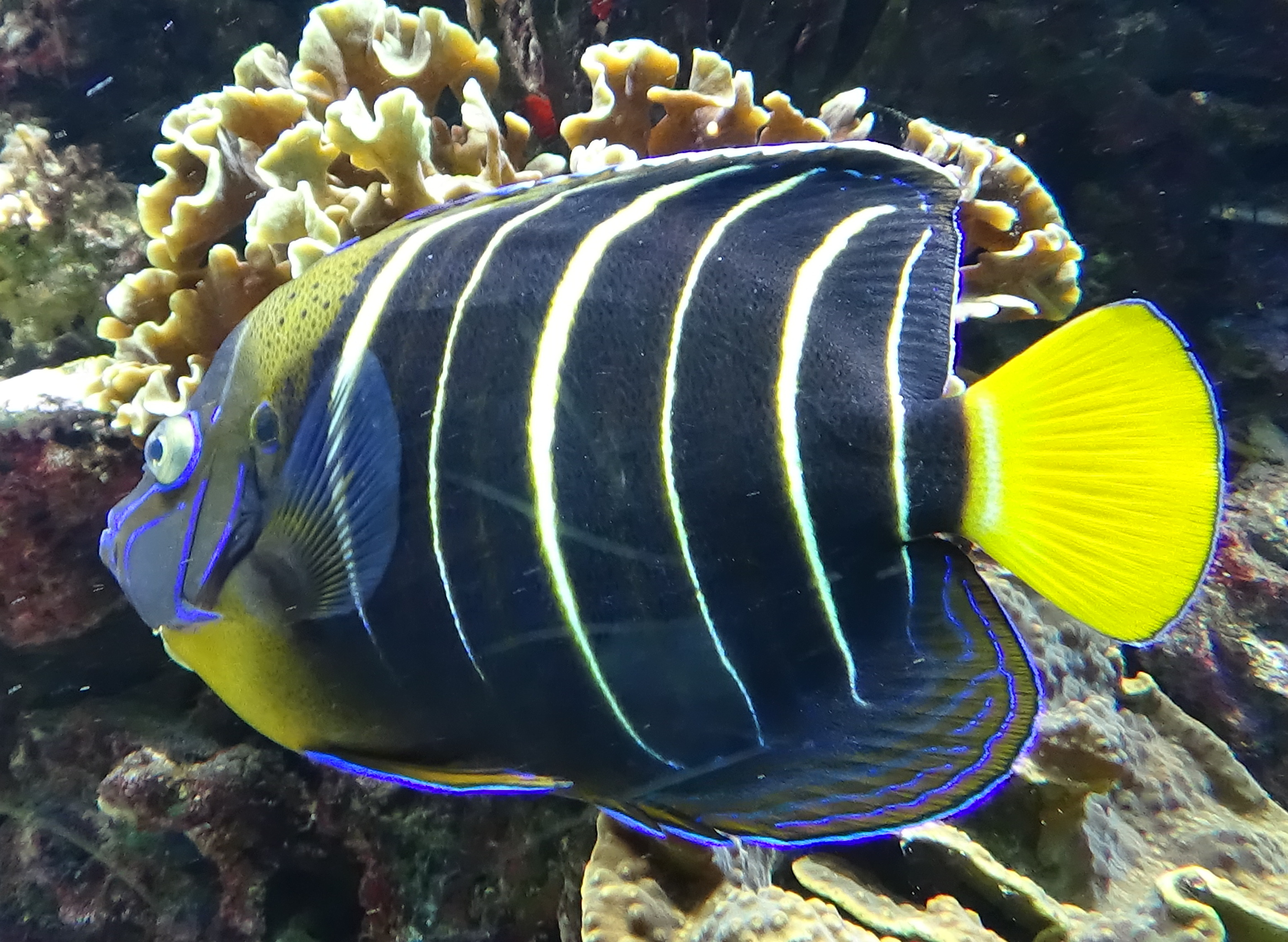
Gelbschwanz-Kaiserfisch

Das Aquarium will auch pädagogischen Einfluss auf die Besucher nehmen, indem es einerseits auf die Schönheit und die Vielfalt der Arten hinweist, andererseits auf die Zerbrechlichkeit und den notwendigen Schutz natürlicher Lebensräume und der darin lebenden Individuen aufmerksam macht.